# Helena Havlíčková
Helena Havlíčková (* 1936) je česká katolická aktivistka a autorka. Za komunistického režimu v Československu organizovala podporu rodin pronásledovaných katolíků a po jeho pádu shromáždila knihu svědectví o jejich pronásledování a utrpení, pojmenovanou Dědictví. Kapitoly z dějin komunistické perzekuce 1948-1989.

## Život
Vystudovala Pedagogickou fakultu Palackého univerzity v Olomouci.
Po srpnové invazi emigrovala v roce 1969 i s manželem a dětmi a v roce 1971 se její rodina usadila ve Francii. V roce 1978 získala francouzské státní občanství. Od roku 1981 organizovala skupinu s krycím jménem Famille (česky rodina), která podporovala rodiny českých katolíků pronásledovaných komunistickým režimem.
Po roce 1989 shromáždila řadu svědectví lidí pronásledovaných a perzekvovaných v komunistickém Československu pro víru, doplnila je přehledem dějin katolické církve v područí komunistické diktatury a vydala knižně.
Je iniciátorkou partnerství olomoucké arcidiecéze a versailleské diecéze.
20. května 2009 ji olomoucký arcibiskup Jan Graubner vyznamenal medailí Svatého Jana Sarkandra.

## Dílo
- Dědictví. Kapitoly z dějin komunistické perzekuce 1948-1989 (1. vydání 2002, 2. vydání 2008); v roce 2008 získala na knižním veletrhu Libri 2008 ocenění za nejkrásnější knihu v kategorii odborná literatura[1]